# Gertrud Staewen
Gertrud Staewen, née le 18 juillet 1894 à Brême et morte le 10 juin 1987 à Berlin, est une travailleuse sociale  protestante allemande et résistante contre le nazisme. Membre du Parti social démocrate, de l'Église confessante et engagée dans le mouvement chrétien socialiste, elle s'engage dans la résistance au nazisme. Après la guerre, elle est la première femme assistante sociale dans une prison pour hommes.

## Biographie

### Jeunesse et formation
Gertrud Ordemann est née le 18 juillet 1894 à Brême dans une famille aisée. Son père, Johann Anton Ordemann (1867-1926) est un homme d'affaires et sa mère Hanna Rohr (1827-1910), la fille d'un pasteur suisse. Elle est l'aînée d'une famille de trois frères et sœurs et l'enfant la plus rebelle de la famille, ce qui lui vaut d'être souvent battue par son père. Sa sœur cadette Hilda (1897-1979) épouse en 1926 le président de la République fédérale d'Allemagne, Gustav Heinemann ,,,.
Dès sa première jeunesse, Gertrud Staewen est bénévole dans les services religieux pour enfants et à l'école maternelle. 
Gertrud Staewen voudrait aller à l'université mais sa famille ne considère pas que ce soit convenable et elle doit quitter l'école avec un certificat d'études secondaires. Elle passe ensuite un an dans la famille de sa mère en Suisse et un an dans une pension pour filles à Neuchâtel, où elle apprend le français,,
De retour à Brême, elle travaille dans une crèche protestante. Elle entreprend, malgré la résistance de son père et grâce à l'intercession du pasteur Reinhard Groscurth, une formation d'éducation sociale à Berlin.
Au cours de sa formation à l'institut Verein Jugendheim (de) d'Anna von Gierke, qu'elle achève en 1920, elle entre en contact  avec le groupe de travail social du pasteur Friedrich Siegmund-Schultze et y découvre les idées socialistes . A la même époque, elle rencontre des membres du Mouvement chrétien-socialiste Neuwerk (de) et se passionne pour leurs idées. En 1920, elle réussit ses examens d'éducatrice et commence un stage dans une garderie pour enfants du centre de Berlin,.
A la demande de la municipalité, elle organise un séminaire d'éducation sociale à Brême pour former de jeunes travailleurs sociaux. Elle retourne ensuite à Berlin. 
En 1922, elle rencontre le théologiens Karl Barth et sa collaboratrice Charlotte von Kirschbaum avec qui elle se lie d'amitié et qui auront une grande influence sur elle.
En 1923, à l'âge de 23 ans, elle épouse Werner Staewen, contre la volonté de son père. Ils ont deux enfants, Renate (1924) et Christoph Staewen (de) (1926-2002), avant de divorcer après quelques années. Elle vit à Berlin avec ses enfants durant la crise économique des années 1920 et dépend en partie du soutien financier de ses amis , .

### Engagement social, politique et religieux
En 1926, Gertrud Staewen rejoint le Parti social-démocrate (SPD). À partir de 1928, elle fréquente l' Académie allemande pour le travail social et pédagogique des femmes (de), fondé par Alice Salomon et dirigé par Hilde Lion, avec laquelle elle entretient une amitié de longue durée. Son travail de fin d'études porte sur la jeunesse prolétarienne des grandes villes. 
Après son divorce, elle essaie de gagner sa vie par l'écriture. En 1933, peu avant l’arrivée au pouvoir d’Hitler, elle publie le résultat d'une étude sur la situation de la jeunesse ouvrière, Menschen der Unordnung. Il est immédiatement interdit. Kameradin. Junge Frauen im deutschen Schicksal, 1910-1930, son deuxième livre, paraît en 1936 et subit le même sort,.
Par ailleurs, son appartenance au SPD et son engagement en faveur de Neuwerk lui valent plusieurs perquisitions à domicile par la police politique mais qui n'ont jamais rien révélé. 
A partir de 1933, avec deux amis, elle participe à un groupe qui aide des personnes persécutées par le nazisme à s'échapper,.
A la même époque, sous l'influence de la théologie de Karl Barth, elle commence à se tourner plus davantage vers l'Église, envers laquelle elle avais jusqu'alors une position critique. En 1937, elle rejoint l'Église confessante à la paroisse de Dahlem et rencontre Helmut Gollwitzer (de) qui est alors pasteur.

### Résistance contre le nazisme
À partir de la fin de 1935, Gertrud Staewen travaille au service des expéditions des éditions Burckhardthaus à Berlin-Dahlem.
À partir de 1941, peu avant la déportation des Juifs vers l'Est, la communauté de Dahlem la libère partiellement de son travail à la maison d'édition pour qu'elle assiste les chrétiens « non aryens » menacés d'expulsion. Par l'intermédiaire de Dietrich Bonhoeffer, elle reprend une partie du travail du « Bureau Grüber (de) » (le « Bureau d'aide aux chrétiens non aryens », dirigé par le pasteur Heinrich Grüber). Elle travaille également avec Service œcuménique pour les réfugiés à Genève, dirigé par Adolf Freudenberg (de) qui lui envoie des listes de personnes cherchant de l'aide ainsi que des fonds. Elle apporte aux personnes persécutées un soutien pratique et un accompagnement jusqu'à la déportation et, ensuite tente de maintenir un contact en envoyant des colis, des lettres et de l'argent aux personnes déportées. Elle souffre de ne pas pouvoir les sauver. Ce sont des années difficiles pour Gertrud Staewen. Elle souffre souvent de migraines, de dépression, de problèmes de vésicule biliaire et cardiaques et a des visions apocalyptiques. Selon ses propres dires, l'enfer est entré dans sa vie à cette époque,.
Mais Gertrud Staewen ne veut pas limiter son aide aux chrétiens baptisés, elle veut aider tous ceux qui en ont besoin, quelle que soit leur religion. D'après Ulrike Voigt, elle aurait même envisagé de se convertir au judaïsme par solidarité avec les Juifs, mais y renonce finalement pour la sécurité de ses enfants. Avec le groupe de Franz Kaufmann (de), un avocat juif baptisé, elle s'occupe des personnes vivant dans la clandestinité. Le travail de ce groupe est plus engagé, plus dangereux et, si assez peu de personnes s'impliquent directement, elles sont soutenues par des sympathisants de l’Église qui contribuent avec des aides matérielles. Les membres du groupe n'hésitent pas à voler des cartes de rationnement, soudoyer un employé pour obtenir des cartes de rationnement supplémentaires ou à falsifier des passeports. Ils font aussi usage d'astuces plus drôles, comme de récupérer des médailles de mères de familles nombreuses (décoration hitlérienne) et de les attribuer à des femmes juives, ou de faire voyager un fugitif avec une couronne mortuaire jusqu'en Suisse. Gertrud Staewen est un peu mal à l'aise avec ces actions illégales et se décrit comme une « gangster »,,,,.
A l'automne 1943, à la suite d'une dénonciation, Helene Jacobs, Melanie Steinmetz, Hildegard Jacoby et Franz Kaufmann sont arrêtés puis, une cinquantaine de personnes dont l"identité est découverte dans les carnets de Franz Kaufmann. Gertrud Staewen quitte Berlin pour se rendre à Weimar avec sa fille Renate, sans que son implication personnelle ne soit découverte. Elle y reste jusqu'à la fin de la guerre, isolée et émotionnellement stressée,. 

### L'après-guerre
Après la guerre, Gertrud Staewen travaille dans un premier temps avec les communistes survivants du camp de concentration de Buchenwald en tant qu'assistante sociale auprès des réfugiés. 
Elle dirige pendant un an un comité de femmes antifascistes du gouvernement militaire soviétique, qui s'occupe des Allemands réinstallés à l'Est.
En 1946, elle revient à Berlin et travaille pour la nouvelle revue paroissiale, « Unterwegs ».
De 1948 jusqu'à sa retraite en 1962, elle travaille comme assistante sociale dans la prison pour hommes de Berlin-Tegel jusqu'à sa retraite en 1962. Elle est la première femme à occuper ce poste et trouve un réel accomplissement dans ce travail, est appréciée et appelée « l’Ange des prisonniers »,. Elle accueille de nombreux prisonniers chez elle après leur libération, notamment des jeunes, et les aide à trouver le chemin de la liberté.
Gertrud Staewen est une des premières membres du conseil d'administration du Conseil allemand de coordination des associations pour la coopération entre chrétiens et juifs à Berlin. 
En 1958, le Sénat de Berlin l'inscrit sur la liste des « Héros méconnus », un honneur qui, en 1966, a été décerné à 760 personnes qui ont soutenu les personnes persécutées pendant le nazisme.
Gertrud Staewen passe les vingt dernières années de sa vie dans la « Heinrich-Grüber-Haus », une maison de retraite pour Juifs et les personnes qui les ont aidés. Elle décède le 10 juin 1987 à Berlin. Elle est inhumée au cimetière Sainte Anne de Berlin-Dahlem, dans la sépulture de Martin Niemöller, à côté de la tombe de Rudi Dutschke dont elle partageait le souhait d'une société meilleure. Elle avait dit à plusieurs reprises qu'elle aimerait ressusciter avec Rudi Dutschke,.

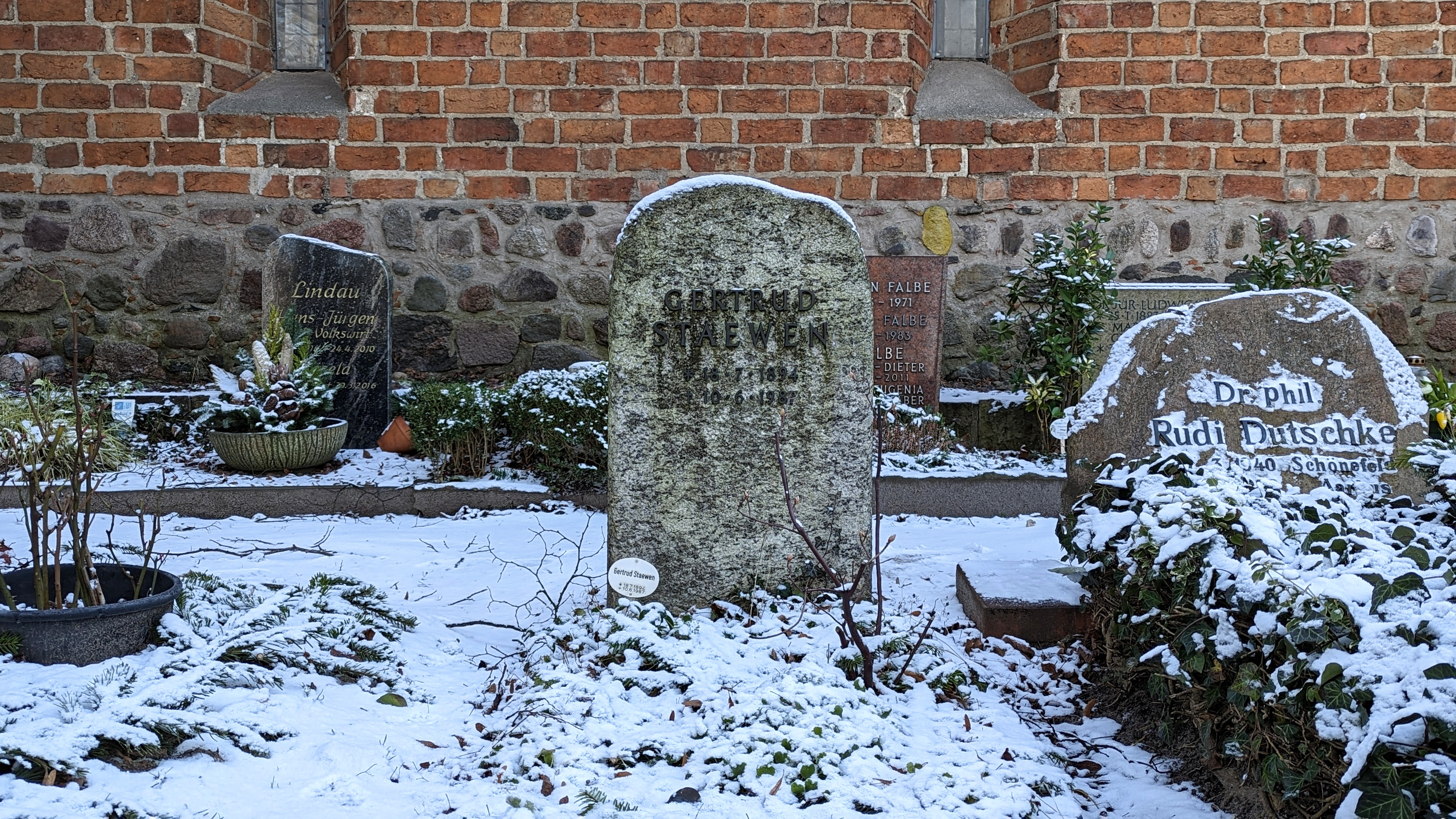
Pierre tombale du cimetière de St. Annen.

## Hommages
- 1958 : Berlin, Liste des héros méconnus
- 1983 : Croix du Mérite sur Ruban de l'Ordre du Mérite de la République Fédérale d'Allemagne[1]
- En 1982, un film sur Gertrud Staewen est diffusé à la télévision allemande [1]

## Publications
- (de) Menschen der Unordnung. Die proletarische Wirklichkeit im Arbeitsschicksal der ungelernten Großstadtjugend, Berlin, Furche-Verlag, 1933
- (de) Kameradin. Junge Frauen im deutschen Schicksal 1910–1930, Berlin-Tempelhof, 1936
- (de) « Warum wir immer noch darüber sprechen », Stärker als die Angst. Den sechs Millionen, die keinen Retter fanden, Union,‎ 1968, p. 80-88